# Martwa natura z posążkiem Spinario

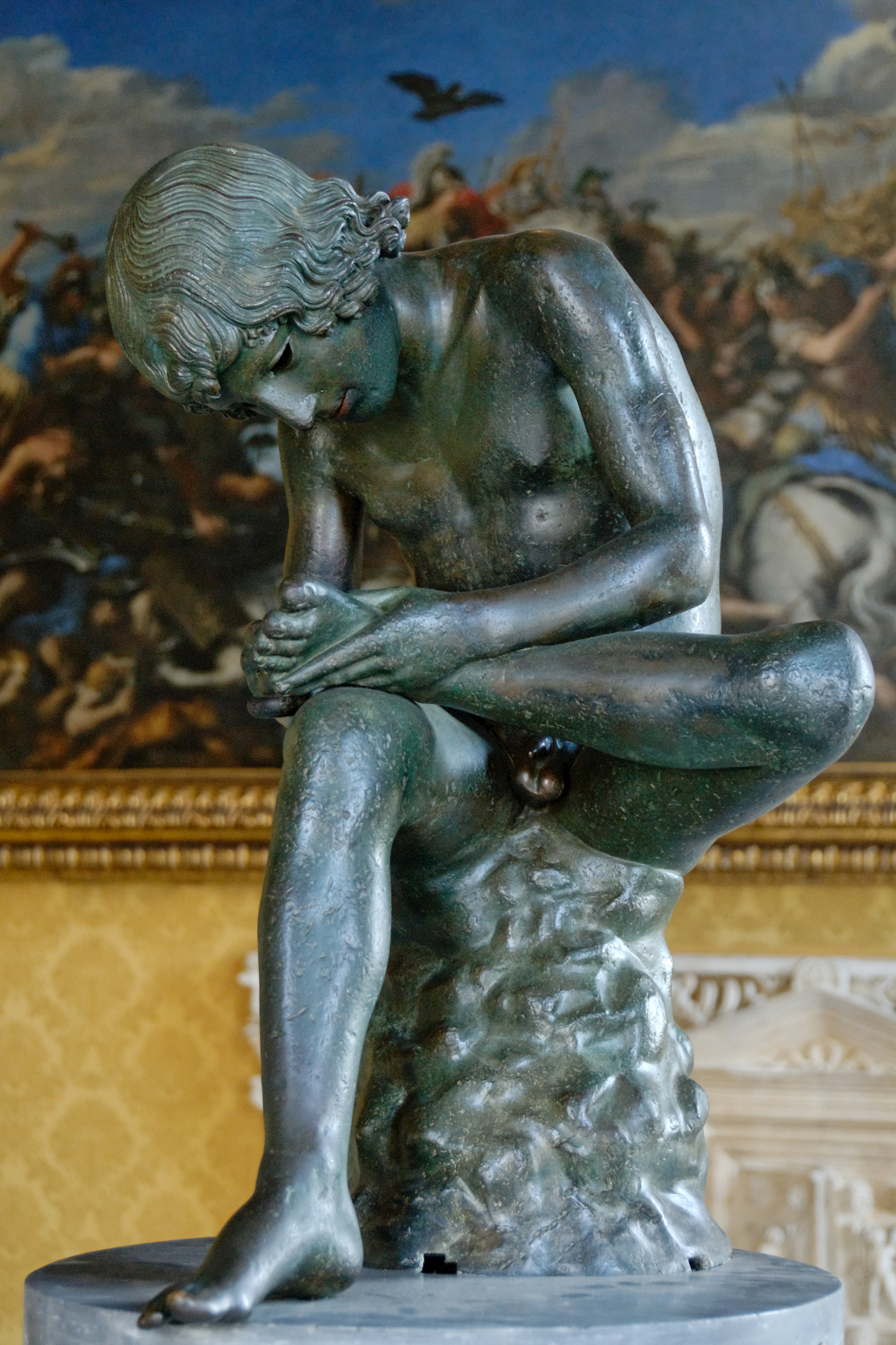
Spinario z Muzeum Kapitolińskiego

Martwa natura z posążkiem Spinario (niderl. Vanitasstilleven met de Doornuittrekker) – obraz holenderskiego malarza barokowego Pietera Claesza. Dzieło powstało w 1628 roku i namalowane zostało techniką olejną na desce. Obecnie znajduje się w Rijksmuseum w Amsterdamie.

## Opis obrazu
Artysta przedstawił kąt pokoju, najprawdopodobniej pracowni malarza. Lewą i środkową stronę obrazu zajmuje stół pokryty ciemnobrunatną tkaniną. Na stole znajduje się kilka ksiąg, paleta malarska z pędzlami, zegar, tlący się kaganek, pusty szklany kielich i trupia czaszka oparta na piszczelach. Największym przedmiotem na stole jest gipsowa kopia Spinaria, hellenistycznej rzeźby znanej z brązowej kopii przechowywanej w rzymskim Muzeum Kapitolińskim. Rzeźba przedstawia chłopca wyciągającego cierń ze stopy.
Na podłodze znajduje się zbroja z hełmem, szkicowniki, z których jeden jest otwarty i przedstawia kobiecy akt. Obok leży gęsie pióro służące do pisania i rozrzucone instrumenty muzyczne, skrzypce, lutnia i flet. Z prawej strony znajduje się puste krzesło.
Wnętrze robi wrażenie właśnie opuszczonego przez właściciela. Tło stanowią brunatne ściany bez szczegółów z wyraźnie zaznaczonym kątem za krzesłem.

## Interpretacje
Obraz Claesza to typowe vanitas. Dzieło jednoznacznie odnosi się do nietrwałości życia ludzkiego, przemijania i nieuchronności śmierci. Świadczy o tym stara, trupia czaszka z piszczelami, gasnący kaganek i opróżniony kielich. Rozrzucone na podłodze instrumenty, to również częsty symbol nietrwałości i ulotności ludzkiego życia. Zegar przypomina o przemijaniu, a puste krzesło, to kolejne odwołanie do memento mori.
Akcesoria malarskie zapewne nawiązują do profesji artysty. Gipsowa kopia posążka Spinaria, mogła być wykorzystywana przez malarza jako model do studiowania antycznych kanonów piękna. Posążek był często kopiowany przez malarzy XV i XVI wieku, jego kopie były również używane jako element dekoracyjny w domach.
Umieszczona w lewym, dolnym rogu obrazu zbroja to symbol artystycznego wyzwania i dowód kunsztu malarza. Realistyczne namalowanie jej szczegółów i błyszczącej powierzchni wymagało znacznych umiejętności.